# Amateurfunkverordnung
Die Verordnung zum Gesetz über den Amateurfunk, kurz Amateurfunkverordnung (AFuV), ist eine bundesdeutsche Verordnung und regelt die Details zum Amateurfunkgesetz (AFuG). Die erste AFuV trat zeitgleich mit dem AFuG am 23. März 1949 in Kraft, also noch vor dem Grundgesetz. Die AFuV wurde am 15. Februar 2005 novelliert und zuletzt durch Artikel 1 der Verordnung vom 27. Mai 2024 (BGBl. 2024 I Nr. 175) geändert. Sie ist am 24. Juni 2024 in Kraft getreten.

## Geschichte der Amateurfunkverordnung
Die erste Amateurfunkverordnung wurde am 23. März 1949 als Verordnung zur Durchführung des Gesetzes über den Amateurfunk (DVO) verabschiedet. Es gab zu diesem Zeitpunkt zwei Lizenzklassen. Nach bestandener Prüfung erhielt der Funkamateur die Klasse A mit eingeschränkter Sendeleistung, sowie auf dem 15-m-, 20-m- und 40-m-Band nur Telegraphie-Erlaubnis. Die Klasse B für alle Betriebsarten und höherer Sendeleistung konnte nach einem Jahr Betrieb beantragt werden oder durch entsprechende Erfahrungsnachweise (beruflicher Funk, o. ä.). Die Zuständigkeit für den Amateurfunk lag bei der Militärregierung bzw. beim Bundespostministerium inklusive FTZ und deren Oberpostdirektionen (OPD). Diese Regelung für Klassen A und B galt über die DVO 1967 hinaus bis zur DVO 1980/81 (Telegraphieprüfung mit 60 Buchstaben pro Minute).
Die DVO 1949 und folgende wurden über Verwaltungsanweisungen fortlaufend ergänzt und auf aktuellem technischen Stand gehalten. 1961 erlaubte die Deutsche Bundespost erstmals die Betriebsart Funkfernschreiben.
Eine neue DVO erfolgte am 13. März 1967 mit der Einführung der C-Lizenz, bei der erstmals auf die Prüfung der Telegraphie verzichtet wurde. Alle anderen Prüfungsteile blieben für Klasse A und C gleich (Textaufgaben wie DVO 1947). Der Klasse C wurden die UKW-Frequenzen (2-m-Band und höhere Frequenzen) zugewiesen. Die Klasse A durfte nun alle Betriebsarten wie Klasse B nutzen, aber mit kleinerer Sendeleistung. Die 12-monatige Wartezeit zur Klasse B blieb noch bis zur DVO 1980/81. Gleichzeitig wurde bei den Betriebsarten z. B. das Amateurfunkfernsehen zugelassen, erst 1971 dann auch der Satellitenfunkverkehr als Amateurfunkdienst über Satelliten.
(Quellenangaben siehe Diskussion, wird überarbeitet)
Durch die Postreformen wechselte die Aufsicht über den Amateurfunk von der Deutschen Bundespost zunächst zur Deutschen Bundespost Telekom, dann zu der mit hoheitlichen Befugnissen ausgestatteten Deutschen Telekom AG. Nach der Trennung in Aufsichtsbehörde und Wirtschaftsunternehmen wurde das Bundesamt für Post und Telekommunikation zuständig.
Im Rahmen der Novellierung des Amateurfunkgesetzes im Jahre 1997 wurde auch eine neue Amateurfunkverordnung verabschiedet. Die Amateurfunkzeugnisse wurden eingeführt, somit hatte man zum ersten Mal eine Trennung der Prüfungsbescheinigung (nun auch international nach CEPT harmonisiert) und der Zuteilung des Rufzeichens, welches einem die Nutzung der im Frequenzplan dem Amateurfunk zugewiesenen Frequenzen erlaubte.
Gleichzeitig wurden die alten Lizenzklassen A und B zur neuen Klasse 1 zusammengefasst. Die Klasse C wurde zur neuen Klasse 2 und mit der Klasse 3 wurde eine neue Lizenzklasse geschaffen, in der nur grundlegende Kenntnisse in der Amateurfunkprüfung geprüft werden und mit der man nur mit kleiner Leistung auf einigen UKW-Amateurfunkbändern senden durfte.
Die Klassen 1 und 2 unterschieden sich lediglich durch die bestandene Telegraphie-Prüfung für die Klasse 1.
Im gleichen Zeitraum wurde das komplette Telekommunikationsrecht liberalisiert, daher trat der Frequenznutzungsplan erst nach einiger Verzögerung in Kraft. Ab dem 1. Januar 1998 wurde das Bundesamt für Post und Telekommunikation in Regulierungsbehörde für Telekommunikation und Post umbenannt und gleichzeitig das Bundespostministerium aufgelöst bzw. dem Bundeswirtschaftsministerium angegliedert.
Am 15. August 2003 veröffentlichte das Bundeswirtschaftsministerium eine Presseerklärung, nach der Genehmigungsinhaber der Klasse 2 sämtliche zur Verfügung stehenden Frequenzbereiche des Amateurfunkdienstes vorübergehend nutzen durften. Grundlage dieser Erklärung war die WRC (World Radio Conference) 2003, auf der beschlossen wurde, dass die Amateurfunkverwaltungen selber entscheiden durften, ob eine Telegraphieprüfung für den Kurzwellenzugang gefordert wird oder nicht.
So wurden für eineinhalb Jahre Verstöße gegen die Amateurfunkverordnung toleriert. Diese Übergangsregelung galt bis zum 18. Februar 2005; am 19. Februar trat die heute geltende Verordnung in Kraft.
Am 19. Februar 2005 trat die letzte Novelle der Amateurfunkverordnung in Kraft. Die Amateurfunkklassen 1 und 2 wurden zur neuen Klasse A und die Klasse 3 wurde zur Klasse E umbenannt. Viele Detail-Regelungen wurden nun in die Hand der RegTP gelegt, z. B. die Prüfungsinhalte, die Verteilung der Rufzeichen-Präfixe auf die Amateurfunkzeugnisklassen usw.
Als wesentliche Änderung für die Funkamateure wurden nun nicht mehr bestimmte Betriebsarten erlaubt, bzw. genehmigt, sondern lediglich die Bandbreite der Aussendungen begrenzt.
Das zweite Gesetz zur Neuregelung des Energiewirtschaftsrechts vom 7. Juli 2005 änderte die Amateurfunkverordnung vom 23. Dezember 1997, die seit dem 19. Februar 2005 nicht mehr galt. Gleiches Missgeschick ist bei der Frequenzbereichszuweisungsplanverordnung passiert, die Version aus dem Jahr 2001 wurde im Juli 2005 geändert, obwohl es seit Ende 2004 eine neue Frequenzbereichszuweisungsplanverordnung gab, welche die gleichnamige Verordnung aus dem Jahr 2001 außer Kraft setzte. Inhalt dieser Änderungen war die Umbenennung der Regulierungsbehörde für Telekommunikation und Post (RegTP) in die BNetzA.
Am 1. September 2006 wurden in der Amateurfunkverordnung die Klasse E neu organisiert und für beide Amateurfunkzeugnisklassen die Betriebsrechte erweitert. Gleichzeitig wurde oben genanntes Missgeschick korrigiert und die nötigen Änderungen in Bezug auf die Regulierungsbehörde eingearbeitet. Für die Klasse A gibt es konkret zusätzliche Frequenzbereiche im 40-m-Band und im 6-m-Band. Die Klasse E erhält zu ihren bisherigen Amateurbändern noch einige Kurzwellenbänder (das 160-m-Band, das 80-m-Band, das 15-m-Band und das 10-m-Band). Die maximal zulässige Ausgangsleistung im Kurzwellen-Bereich wurde auf 100 Watt Hüllkurvenspitzenleistung (PEP) und UKW-Bereich von maximal 10 Watt EIRP auf 75 Watt PEP erhöht, im 3-cm-Band auf 5 Watt PEP. Weitere Änderungen betreffen die Prüfungen. Nun ist es möglich, von der Klasse E zur Klasse A aufzustocken, ohne eine komplette A-Prüfung ablegen zu müssen. Die Amateurfunkprüfungen sind nun in Bezug auf die Betriebstechnik und die Gesetzeskunde identisch – lediglich im Prüfungsbereich Technik werden bei der Klasse-E-Prüfung nur die wesentlichen Grundzüge geprüft.

## Geltungsbereich
Die Amateurfunkverordnung gilt auf Grund des Amateurfunkgesetzes.

## Begriffsbestimmungen
Im Sinne der Verordnung ist
1. „fachliche Prüfung für Funkamateure“ eine Prüfung zum Erwerb eines Amateurfunkzeugnisses;
2. „Amateurfunkzeugnis oder Prüfungsbescheinigung“ die Bestätigung einer in- oder ausländischen Prüfungsbehörde über eine erfolgreich abgelegte fachliche Prüfung für Funkamateure nach bestimmten Prüfungsanforderungen (Zeugnisklasse);
3. „Klubstation“ eine Amateurfunkstelle, die von Mitgliedern einer Gruppe von Funkamateuren unter Verwendung eines gemeinschaftlich genutzten Rufzeichens betrieben wird;
4. „fernbediente oder automatisch arbeitende Amateurfunkstelle“ eine unbesetzt betriebene Amateurfunkstelle, die fernbedient oder selbsttätig Aussendungen erzeugt (Relaisfunkstellen, Digipeater, Funkbaken usw.);
5. „Relaisfunkstelle“ eine fernbediente Amateurfunkstelle (auch in Satelliten), die empfangene Amateurfunkaussendungen, Teile davon oder sonstige eingespeiste oder eingespeicherte Signale fern ausgelöst aussendet und dabei zur Erhöhung der Erreichbarkeit von Amateurfunkstellen dient;
6. „Funkbake“ eine automatisch arbeitende Amateurfunk-Sendeanlage (auch in Satelliten), die selbsttätig Aussendungen zur Feldstärkebeobachtung oder zu Empfangsversuchen erzeugt;
7. „Spitzenleistung (PEP)“ die Leistung, die der Sender unter normalen Betriebsbedingungen während einer Periode der Hochfrequenzschwingung bei der höchsten Spitze der Modulationshüllkurve durchschnittlich an einen reellen Abschlusswiderstand abgeben kann;
8. „effektive Strahlungsleistung (ERP)“ das Produkt aus der Leistung, die unmittelbar der Antenne zugeführt wird, und ihrem Gewinn in einer Richtung, bezogen auf den Halbwellendipol;
9. „gleichwertige isotrope Strahlungsleistung (EIRP)“ das Produkt aus der Leistung, die unmittelbar der Antenne zugeführt wird, und ihrem Gewinn in einer Richtung, bezogen auf den isotropen Kugelstrahler;
10. „belegte Bandbreite“ die Frequenzbandbreite, bei der die unterhalb ihrer unteren und oberhalb ihrer oberen Frequenzgrenzen ausgesendeten mittleren Leistungen jeweils 0,5 % der gesamten mittleren Leistung der Aussendung betragen;
11. „unerwünschte Aussendung“ jede Aussendung außerhalb der erforderlichen Bandbreite; dies ist die Bandbreite, welche für eine gegebene Sendeart gerade ausreicht, um die Übertragung der Nachricht mit der Geschwindigkeit und Güte sicherzustellen, die unter den gegebenen Bedingungen erforderlich ist.

## Regelungen
Aus der gültigen Fassung von 2005:
Diese Verordnung regelt
1. die Durchführung und die inhaltlichen Anforderungen der fachlichen Prüfung für Funkamateure,
2. die Einteilung der verschiedenen Arten von Amateurfunkzeugnissen,
3. das Anerkennen ausländischer Amateurfunk-Prüfungsbescheinigungen oder Genehmigungen,
4. das Verfahren der Zuteilung und Einzelheiten der Anwendung und Mitbenutzung von Rufzeichen,
5. den Ausbildungsfunkbetrieb,
6. die technischen und betrieblichen Rahmenbedingungen für die Durchführung des Amateurfunkdienstes einschließlich der Nutzungsbedingungen für die im Frequenznutzungsplan für den Amateurfunkdienst ausgewiesenen Frequenzbereiche (Anlage 1 AFuV) und
7. die Gebühren und Auslagen für Maßnahmen nach § 8 Satz 2 des Amateurfunkgesetzes (Anlage 2 AFuV).

Die Regelungen der Verordnung über das Nachweisverfahren zur Begrenzung elektromagnetischer Felder (BEMFV) bleiben unberührt.
Diverse Regelungen, die schnelleren Änderungen unterliegen können, wurden aus der Amateurfunkverordnung heraus in Form von Ermächtigungen der BNetzA reguliert. Die betreffenden Verfügungen und Mitteilungen stellt die BNetzA zum Download bereit.

### Hinweise
Die DVOs werden durch Verwaltungsanweisungen laufend an den aktuellen Stand der Technik, Normen und Gesetze (Umwelt, EU-Richtlinien, ....) angepasst. Gelegentlich erfolgt auch eine "Änderungsverordnung zur Verordnung ..." (1980/81 in kurzer Folge). Unter Einzelnachweise, Quellen werden die wesentlichen Unterschiede zitiert, weil manche Information nicht leicht auffindbar ist, entsprechende Bücher vergriffen sind oder nur mit Benutzer-Login bei den Quellen (Archiven) lesbar ist.